# Haapajärvi
Haapajärvi er en by og en kommune i Finland. Den er beliggende i Ouluprovinsen i Norra Österbotten. Byen havde, pr. 31. december 2015, 7.438 indbyggere og dækkede et areal på 789,08 kvadratkilometer, af hvilke 23,44 kvadratkilometre er vand.